# Гордон Хајтс (Њујорк)
Гордон Хајтс (енгл. Gordon Heights) насељено је место без административног статуса у америчкој савезној држави Њујорк.

## Демографија
По попису из 2010. године број становника је 4.042, што је 948 (30,6%) становника више него 2000. године.
| Група             | 2000.         | 2010.         |
| Белци             | 599 (19,4%)   | 783 (19,4%)   |
| Афроамериканци    | 1.922 (62,1%) | 2.139 (52,9%) |
| Азијати           | 59 (1,9%)     | 78 (1,9%)     |
| Хиспаноамериканци | 449 (14,5%)   | 1.012 (25,0%) |
| Укупно            | 3.094         | 4.042         |